# Gogo Melone
Gogo Melone (griechisch Γωγώ Μελόνε; geboren 17. Juli 1985 in Ioannina) ist eine griechische Illustratorin, Sängerin und Keyboarderin.

## Leben
Die am 17. Juli 1985 geborene Gogo Melone wuchs im griechischen Ioannina auf und wurde ab dem Jahr 2005 als Sängerin und Songschreiberin ihrer Gruppen Elysia, Aeonian Sorrow und Luna Obscura bekannt. Als Sängerin begann Melone ihre Karriere ohne professionellen Unterricht.
Hinzukommend brachte sie sich als freiberufliche Grafikdesignerin und Gastsängerin in der Metal-Szene ein. So sang sie unter anderem für Mercury Circle, ISON, Clouds und Ghostheart Nebula. Ab dem Jahr 2007 führte professionalisierte sie ihre Tätigkeit als Grafikdesignerin, gründete das Grafikdesignstudio GM+ STUDIO und arbeitete für Bands wie Xandria, Insomnium, Wolfheart, Omnium Gatherum und Vintersea. Melone lebt mit ihrem Ehepartner dem As-the-Sun-Falls-Gitarristen Jani Berney Mikkänen im finnischen Vihti.

## Stil
Ihre Design-Arbeit ist eine Mischung aus digitaler Kunst und Fotografie, nach eigenen Angaben beeinflusst von Dark Fantasy, Märchen, Metal, Filmen und Spiritualität. Ihre Bandaktivitäten orientieren sich überwiegend an Varianten des Melodic Death Doom und Gothic Metal. Dabei übernimmt Melone den weiblichen Klargesang eines The-Beauty-and-the-Beast-Gesangsduos.

## Diskografie (Auswahl)
Mit Aeonian Sorrow
- → Hauptartikel: Aeonian Sorrow#Werk und Wirkung

Mit Clouds
- 2017: Destin
- 2018: Dor

Mit Elysia
- 2022: Numinous

Mit Luna Obscura
- 2010: Feltia

## Cover-Illustrationen (Auswahl)
- 2017: Wolfheart: The Black Light
- 2017: Red Moon Architect: Return of the Black Butterflies
- 2018: Eye of Solitude: Slaves to Solitude
- 2018: Obseqvies: The Hours of My Wake
- 2020: When Hearts Wither: Empty Vase
- 2021: Rise to the Sky: Let Me Drown with You
- 2021: Mourners: Act I: Tragedies
- 2021: Veil of Conspiracy: Echoes of Winter
- 2022: Xandria: You Will Never be Our God
- 2024: Trail of Tears: Winds of Disdain